# Ремижиу
Ремижиу (порт. Remígio) — муниципалитет в Бразилии, входит в штат Параиба. Составная часть мезорегиона Сельскохозяйственный район штата Параиба. Входит в экономико-статистический микрорегион Куриматау-Осидентал. Население составляет 14 674 человека на 2007 год. Занимает площадь 183,459 км². Плотность населения — 82,6 чел./км².

## История
Город основан в 1957 году.

## Статистика
- Валовой внутренний продукт на 2003 год составляет 29 836 854,00 реалов (данные: Бразильский институт географии и статистики).
- Валовой внутренний продукт на душу населения на 2003 год составляет 2015,87 реалов (данные: Бразильский институт географии и статистики).
- Индекс развития человеческого потенциала на 2000 год составляет 0,612 (данные: Программа развития ООН).

## География
Климат местности: тропический.